# 喬尼·貝斯托夫
喬尼·貝斯托夫（英語：Jonny Bairstow；1989年9月26日—）是一位英格蘭板球運動員。他是一位右手球員。他現在效力於約克郡鄉村板球俱樂部。他也代表英格蘭板球代表隊參賽。他出生在西約克郡的布拉德福德。